# Stuart Little, kisegér (televíziós sorozat)
A Stuart Little kisegér (eredeti cím: Stuart Little) amerikai televíziós 2D-s számítógépes animációs sorozat, amely a Stuart Little, kisegér című vegyes technikájú mozifilm alapján készült. A forgatókönyvet Rick Wilkie írta, Melody Fox rendezte, a zenéjét Kevin Kiner és Van Dyke Parks szerezte, a producere Douglas Wick, a főszerepben David Kaufman hangja hallható. A Red Wagon Entertainment, a Sony Pictures Television és a Adelaide Productions készítette, a Sony Pictures Television Distribution forgalmazta. Amerikában az HBO Family vetítette, Magyarországon korábban az RTL Klub sugározta, később pedig a Super TV2 adta.

## Ismertető
A történet főhőse Stuart, aki egy kisegér, és repülőgépet vezet. A Little család egyszer örökbe fogadta őt, és azóta együtt él velük. Gyakran valami tudományos dolgokkal kísérletezik, és George is segít neki. Szeret a családdal együtt utazni, és érdekes helyeket néz meg velük.

## Szereplők
- Stuart Little (Rajkai Zoltán) – A történet főhőse, aki egy kisegér, és jól vezeti a repülőgépjét.
- Mr. Frederick Little (Schnell Ádám) – a családfő
- Mrs. Eleanor Little (Majsai-Nyilas Tünde) – Frederick felesége
- George Little (Morvay Gábor) – Frederick és Eleanor fia, aki nehezen barátkozott meg Stuartal, de később mégis összetartott vele.
- Martha Little (Kántor Kitty) – George húga, aki folyton Hómancsot macerálja. Rózsaszínű ruhákba öltözteti, simogatja és puszilgatja. Hómancs bosszúból Frankenstein bébinek nevezi.
- Hómancs (Snowbell) (Jakab Csaba) – A Little család macskája. Hófehér bundájú, kövér, lusta és falánk macska.
- Monty (Seszták Szabolcs) – Utcai macska a Little család házának környékén. Sovány, gyors és ügyes macska.
- Rick Ruckus (Morvay Bence) – George egyik barátja az iskolában.
- Margalo (Németh Borbála) – Sárga madár, aki Stuart vezetőtársa.
- Sólyom (Falcon) (Fekete Zoltán) – Veszélyes nagy madár, aki Stuart régi ellensége.
- A varjak (The Crows) – A sólyom újdonsült társai, akik segítenek neki a küldetésében. A sólyommal együtt le akarják győzni Stuartot és a barátait.
- Crenshaw Little nagybácsi (Vass Gábor)

További magyar hangok: Bodrogi Attila, Illyés Mari, Kassai Ilona, Katona Zoltán, Makay Sándor, Pálfai Péter, Penke Bence, Szokol Péter, Uri István, Vári Attila, Varga Gábor, Wohlmuth István

## Epizódok
1. A fasírt tolvaj (The Meatloaf Bandit)
2. Száguldj George! (A Model Driver)
3. A kis nagy csapat (Team Little)
4. Fej vagy írás (He Said, He Said)
5. A nagy kirándulás (The Great Outdoors)
6. Válaszd Stuartot! (Life, Liberty and the Pursuit of Taco Tuesday)
7. A rekordgyőzelem (Sweep the Little Big Record Dog)
8. Szellemes vakáció (Skateboard Dogz)
9. Vidéki kaland (Adventures in Housekeeping)
10. Puskalábú kisegér (A Little Too Fast)
11. Egérmeló (No Job is Too Little)
12. Egy kis házimunka (A Little Bit Country)
13. Verseny a javából (A Little Vacation)